# Buflomedil
Buflomedil é um fármaco vasodilatador. É utilizados em casos de claudicação intermitente, vasculopatia diabética, encefalopatias senis e insuficiência cérebro-vascular.

## Mecanismo de ação
Inibição de receptores alfa-adrenérgicos, agregação plaquetária e produz antagonismo aos efeitos  cálcio.